# Jacques Gauthier
Jacques Gauthier Armand é um paleontólogo de vertebrados, morfologista comparativo, e um dos fundadores do uso da cladística na biologia.